# Cornelis Bicker

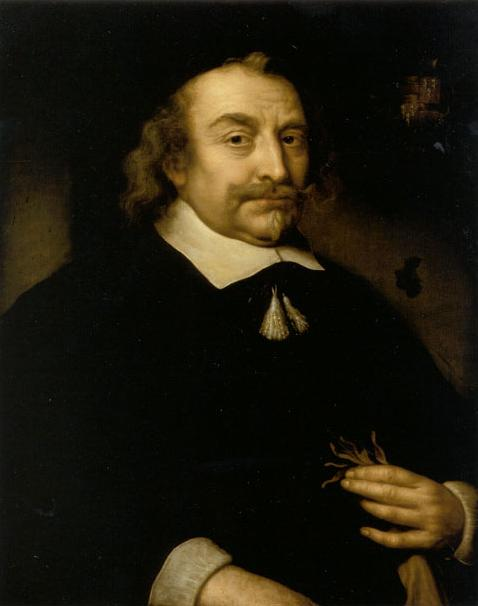
Cornelis Bicker, gemalt im Jahre 1654 durch Govert Flinck

Cornelis Bicker van Swieten (* 25. Oktober 1592 in Amsterdam; † 15. September 1654 ebenda), Heer van Swieten, war ein Politiker Hollands und Amsterdams.
Cornelis Bicker war gemeinsam mit seinem Bruder Andries Bicker und seinem Cousin Cornelis de Graeff einer der Hauptinitiatoren für einen Frieden mit Spanien im Achtzigjährigen Krieg sowie für die Beteiligung der niederländischen Provinzen beim Frieden von Münster.

## Leben und Wirken

### Familie Bicker

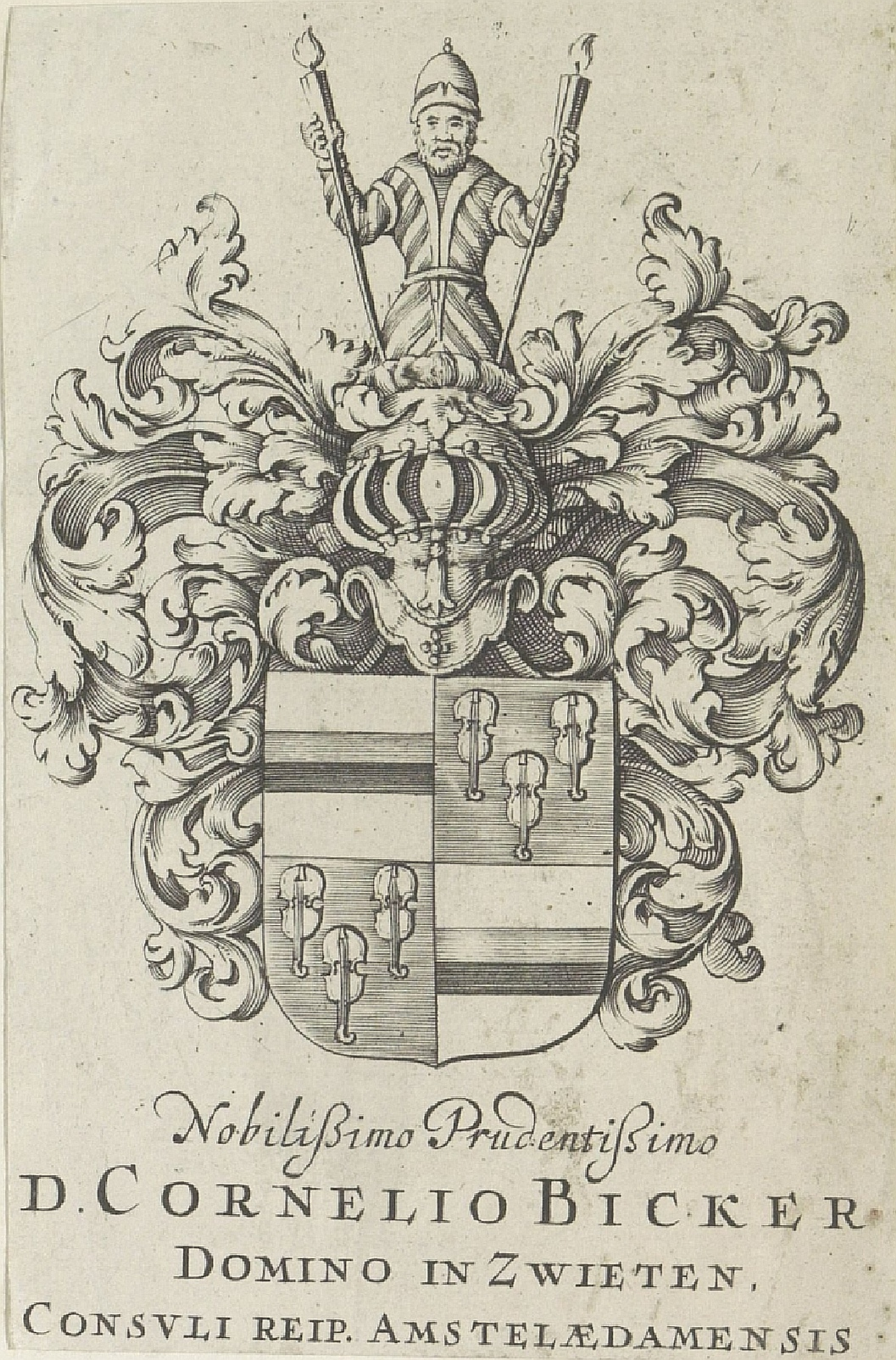
Wappen des Cornelis Bicker als Herr von Swieten

Cornelis Eltern waren Gerrit Bicker und Aleyd Andriesdr Boelens Loen, ein Abkömmling der Boelens Loen. Die Familie Bicker gehörte im Goldenen Zeitalter zu den staatstragenden Patrizierfamilien Hollands. Im Jahre 1617 verheiratete er sich mit Aertge Witsen (1599–1652), Tochter des Gerrit Jacobsz Witsen. Das Ehepaar hatte fünf gemeinsame Kinder, welche sich mit der republikanischen Regentenlite Amsterdams verbanden:
- Margaretha Bicker van Swieten (1619–1697), ⚭ mit Gerard van Hellemond und hernach mit Cornelis Geelvinck, Bürgermeister von Amsterdam
- Alida Bicker van Swieten (1620–1702), ⚭ mit Lambert Reynst, Bürgermeister von Amsterdam
- Elisabeth Bicker van Swieten (1623–1656), ⚭ mit ihrem Onkel und Cousin Andries de Graeff, Bürgermeister von Amsterdam
- Maria Bicker van Swieten (1629–1653), ⚭ mit Gerbrand Ornia
- Gerard Bicker (I) van Swieten (1632–1716), Rekenmeester van Holland en West-Friesland ⚭ I) mit seiner Großcousine Alida van Papenbroek (1633–1656); II) mit seiner Cousine Cornelia Bicker (1638–1665); III) mit Jkvr. Catharina van Sypesteyn (1629–1709)

### Politik
Siehe auch: Regent von Amsterdam
Cornelis Bicker erfüllte diverse Ämter, so wurde er im Jahre 1622 einer der Direktoren der Niederländischen Westindien-Kompanie (WIC). Seinen Platz in der Regierung Amsterdams hatte Bicker schon im Jahre 1620 eingenommen. Im Jahre 1628 wurde er Schepen. 1632 kaufte Bicker die Grundherrschaft Swieten und das Schloss Swieten, in der Nähe von Leiden gelegen, er nannte sich fortan Bicker van Swieten, dessen Name auch auf seine Nachkommenschaft überging. Neben seinen Tätigkeiten als Schatzmeister Amsterdams und als holländischer Gesandter in Ost-Friesland (1634) saß Bicker in den Jahren von 1651 bis 1653 im Staatsrat der Republik der Vereinigten Niederlande.

#### Bickerse league

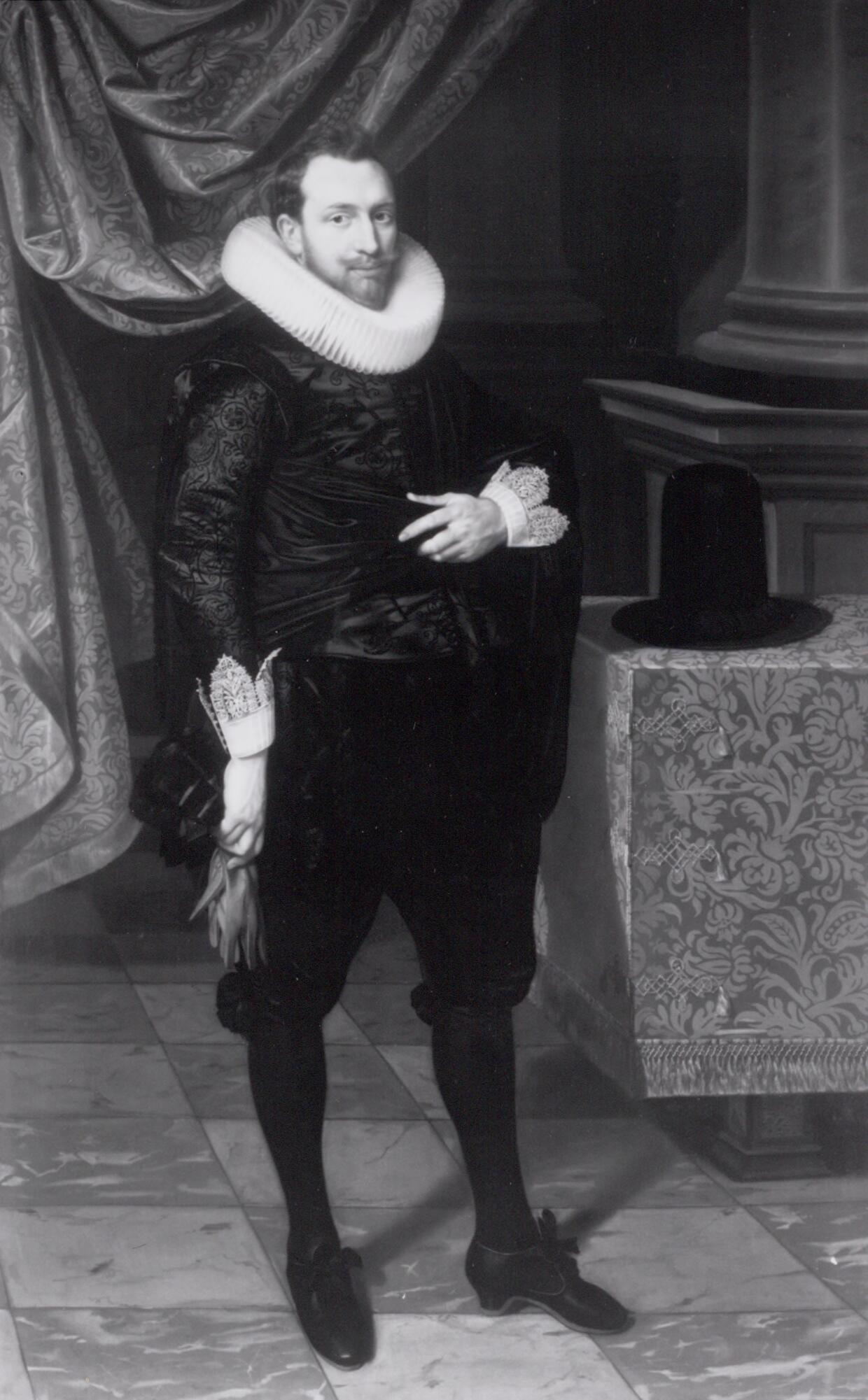
Cornelis Bicker, gemalt im Jahre 1618 durch Cornelis van der Voort

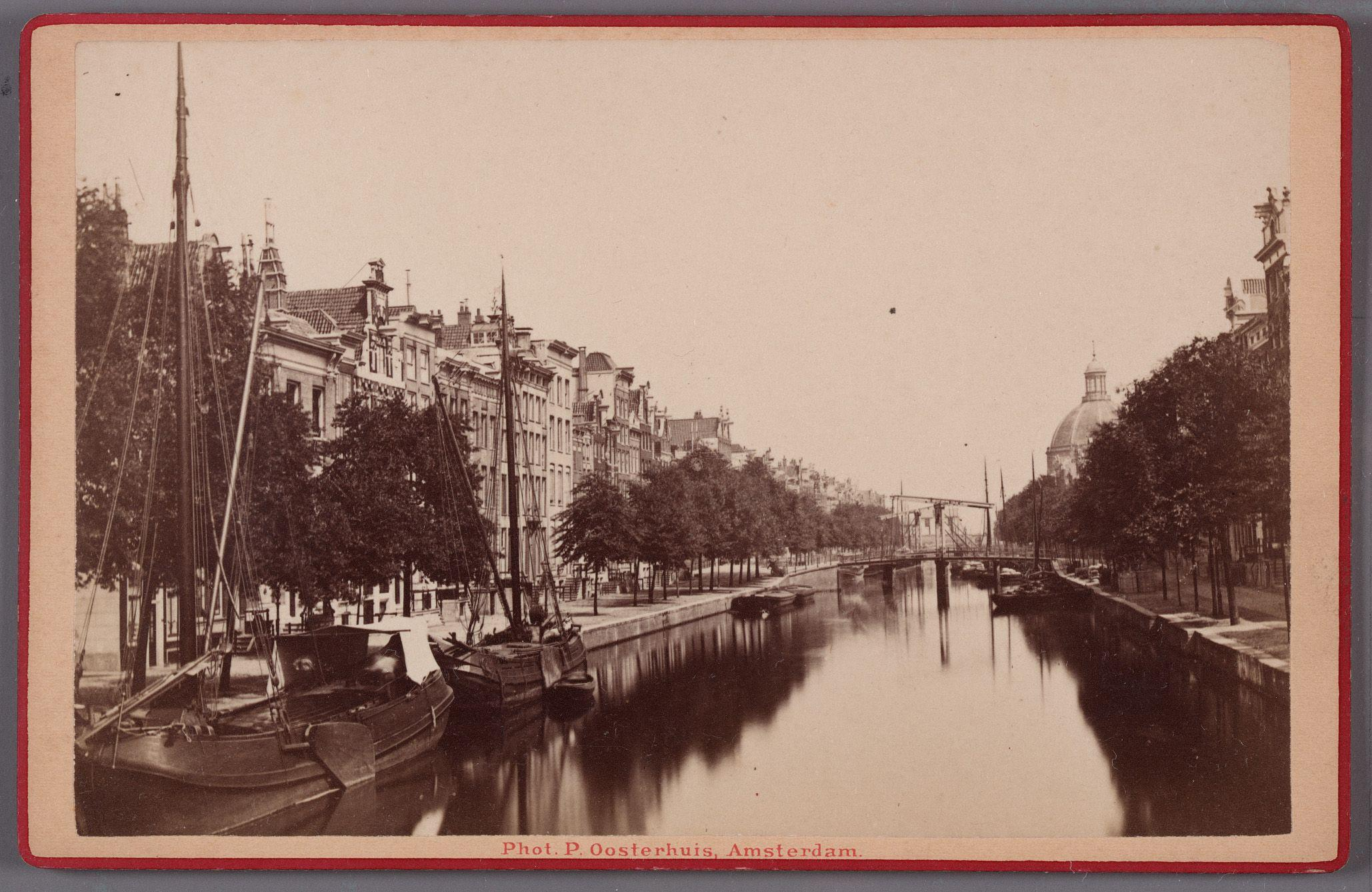
Die Familie Bicker (van Swieten) lebte Jahrzehnte lang auf die Westseite vom Singel in Amsterdam

Cornelis Bicker war Mitglied der sogenannten Bickerse league, die ab den späteren 1630er Jahren in Opposition zu den Statthaltern aus dem Haus der Oranier kam. Diese politische Gruppe umfasste 7 Mitglieder der Familie Bicker, die in dieser Zeit allesamt politische Ämter ausübten. Namentlich gehörten neben Cornelis Bicker seine Brüder Andries, Jacob und Johan Bicker, weiters Andries' Sohn Gerard Bicker sowie deren weitschichtigere Cousins, die Gebrüder Jacob Jacobsz Bicker (1612–1676; er war auch der Ehemann von Andries' Tochter Alida Bicker) und Hendrick Jacobsz Bicker (1615–1651) dazu. Cornelis Bicker wurde dreimal zum regierenden Bürgermeister Amsterdams gewählt, wovon seine erste Ernennung in das Jahr 1646 fiel.
Im Laufe der 1640er Jahre trat die republikanische Elite der Provinz Holland, die Gebrüder Cornelis und Andries Bicker, Jacob de Witt sowie die Gebrüder Andries und Cornelis de Graeff, für eine Beendigung des Krieges mit dem spanischen Königreich Spanien sowie einer Reduzierung der Landstreitkräfte ein. Dieser andauernde Kriegszustand verhinderte das wirtschaftliche Wachstum und die gesellschaftliche Entwicklung der Vereinigten Niederlande. Ebenfalls stärkte dieser Kriegszustand die Macht des Statthalters als Oberbefehlshaber der Streitkräfte, was nicht im Sinne der Republikaner war. Dies verstärkte den Konflikt zwischen ihnen und Statthalter Friedrich Heinrich von Oranien sowie den Reformierten Hollands. 1648 traten die Vereinigten Niederlande aufgrund des immensen politischen Drucks des gesamten Bicker-De Graeff Clans in Friedensverhandlungen mit Spanien, um beim Frieden von Münster den Achtzigjährigen Krieg zu beendigen.
Nach dem Frieden von Münster verlangten die Mitglieder der Familie Bicker, die Bickerse league, die Reduzierung des Heeres, was die Situation mit dem Statthalter zur Eskalation brachte. 1650 wollte sich Wilhelm II. von Oranien mittels eines Staatsstreiches die holländischen Stadtregenten gefügig machen. Die Gebrüder Bicker – Cornelis war erneut Bürgermeister – in Zusammenarbeit mit Bürgermeister Johan Huydecoper van Maarsseveen ließen die Deiche des Amstellandes fluten und die Stadttore von Amsterdam schließen. Der Angriff auf das Zentrum Hollands misslang, da die Armee des Statthalters bei stürmischem und regnerischem Wetter in die Sümpfe gelockt wurde. Der pragmatisch gesinnte, auf einen Ausgleich zwischen den beiden Machtblöcken bedachte Cornelis de Graeff veranlasste, dass die Brüder Cornelis, Andries und Johan Bicker ihres Amtes enthoben wurden, um so die noch junge Republik zu sichern. Dies war auch das politische Ende der Bickerse league. Als Wilhelm II. von Oranien kurze Zeit später an den Pocken verstarb, wurde kein neuer Statthalter mehr benannt.
Cornelis Bickers letzte Ernennung zum Stadtoberhaupt erfolgte im Jahre 1654, in welchem Cornelis Bicker verstarb. Er wurde in der Amsterdamer Nieuwe Kerk bestattet.

### Erbe

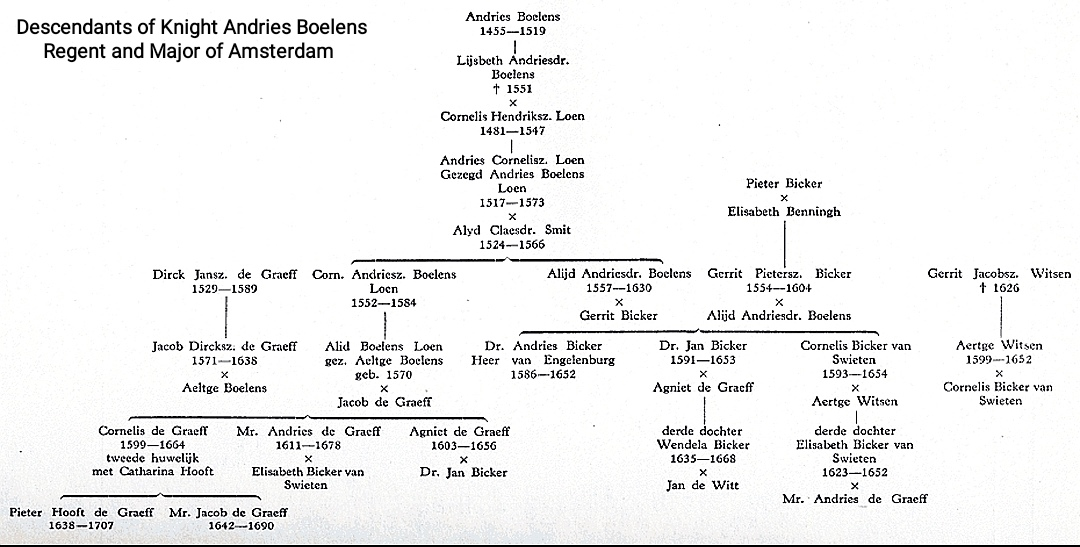
Übersicht über die maßgeblichen Familienbeziehungen der Amsterdamer Oligarchie, Abstammungen von Andries Boelens, um die Geschlechter Boelens Loen, De Graeff, Bicker (van Swieten), Witsen sowie Johan de Witt im Goldenen Zeitalter.

Die Gebrüder Andries und Cornelis Bicker sahen sich zusammen mit ihren Cousins Cornelis und Andries de Graeff als die politischen Erben der alten Regentenfamilie Boelens, deren katholisch gebliebene Hauptlinie 1647 in männlicher Linie ausgestorben war. Sie hatten von ihren Boelens-Vorfahren die bedeutsamen Vornamen „Andries“ und „Cornelis“ erhalten. Wie in einer echten Dynastie heirateten im 17. Jahrhundert häufig Mitglieder der Familien Bicker und De Graeff, um ihr politisches und wirtschaftliches Kapital zusammenzuhalten. Sein großer historischer Vorfahre war Andries Boelens (1455–1519), der einflussreichste mittelalterliche Bürgermeister der Stadt. Beide Familien, Bicker und De Graeff, stammen in weiblicher Linie von Boelens ab. Er durfte fünfzehn Mal das höchste Amt in Amsterdam bekleiden.

## Information
Die Daten zu diesem Artikel wurden aus der seit 2006 bestehenden Graeff Forschung von Matthias Laurenz Gräff übernommen.